# Saint-Laurent, Côtes-d'Armor
Saint-Laurent är en kommun i departementet Côtes-d'Armor i regionen Bretagne i nordvästra Frankrike. Kommunen ligger i kantonen Bégard som tillhör arrondissementet Guingamp. År 2022 hade Saint-Laurent 533 invånare.

## Befolkningsutveckling
Antalet invånare i kommunen Saint-Laurent
Referens:INSEE